# Gaming
Gaming osztrák mezőváros Alsó-Ausztria Scheibbsi járásában. 2022 januárjában 2897 lakosa volt. 

## Elhelyezkedése

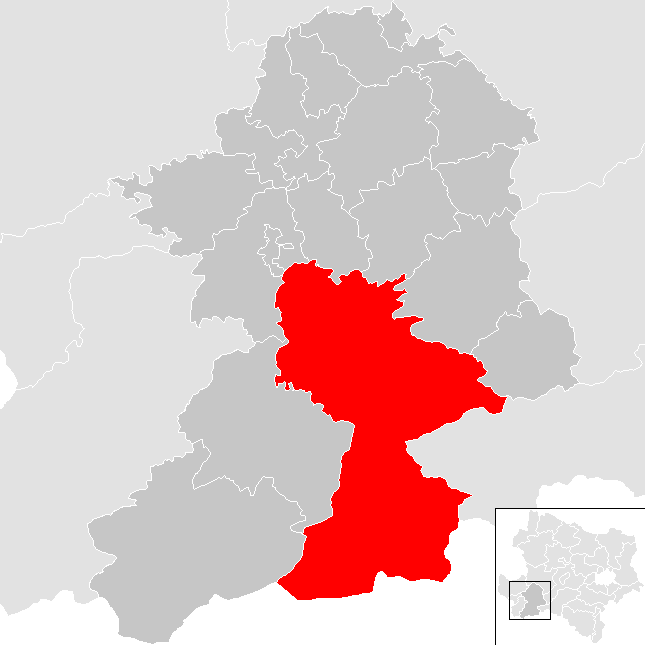
Gaming a Scheibbsi járásban

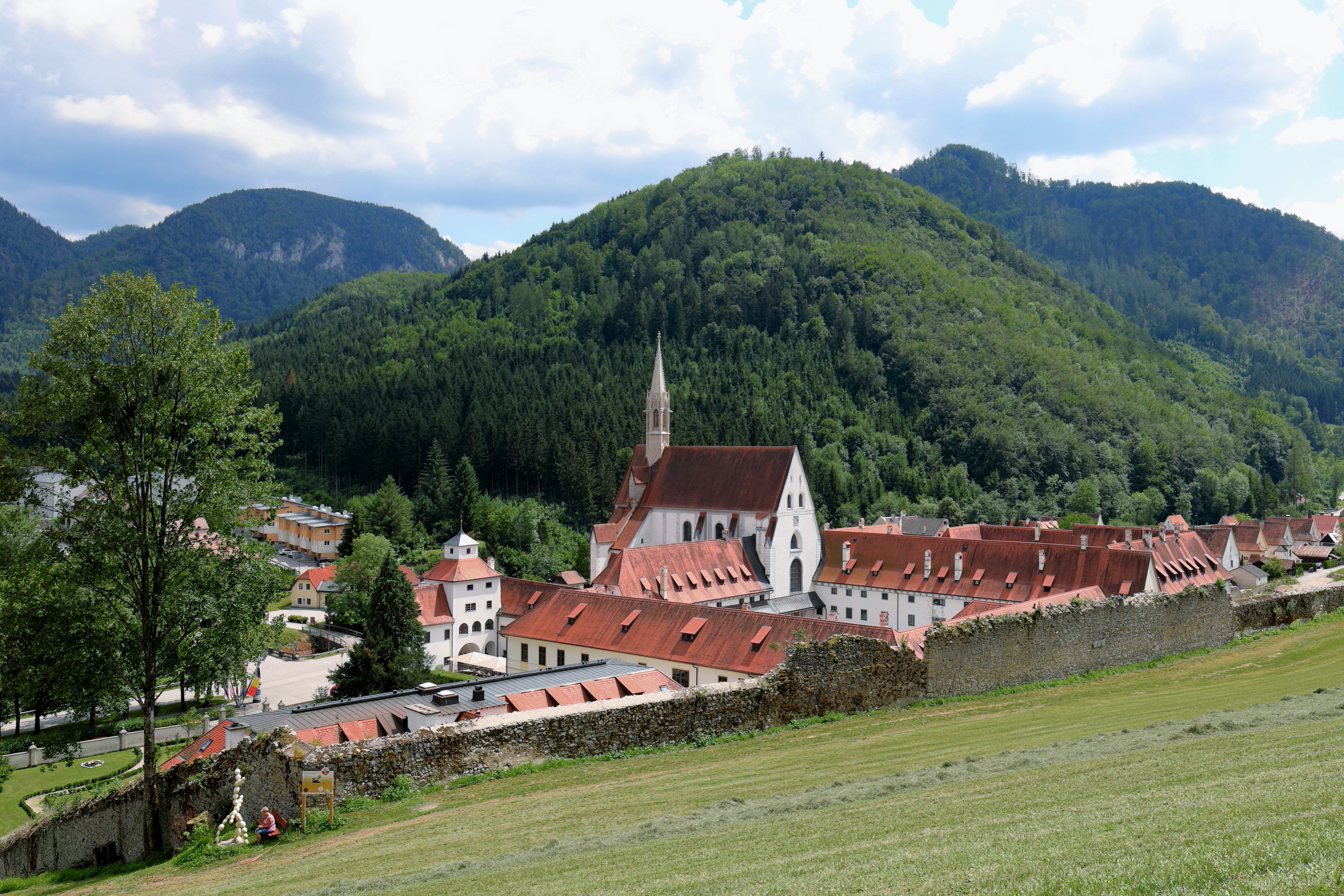
A volt kartauzi kolostor

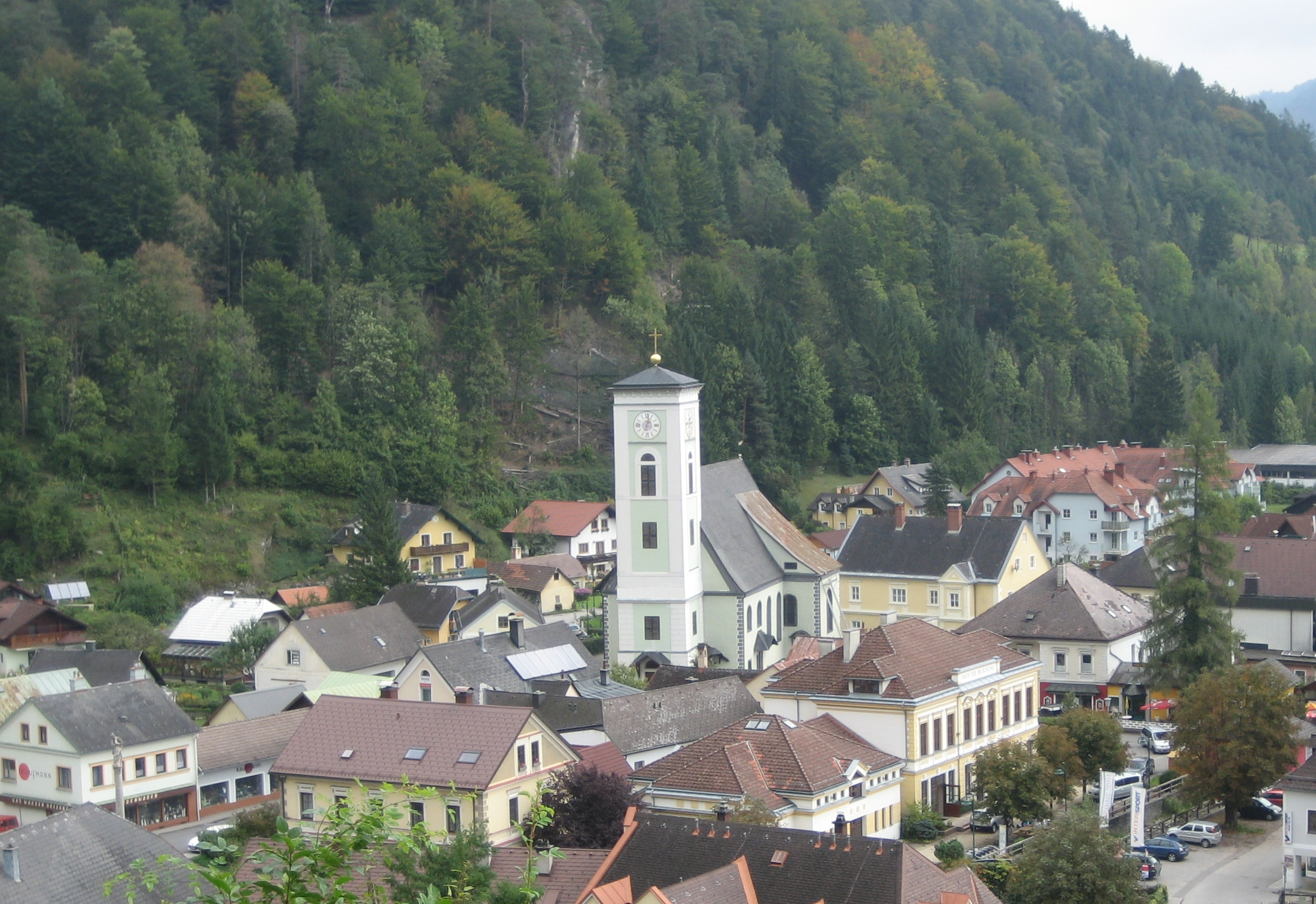
A Szt. Fülöp és Szt Jakab-plébániatemplom

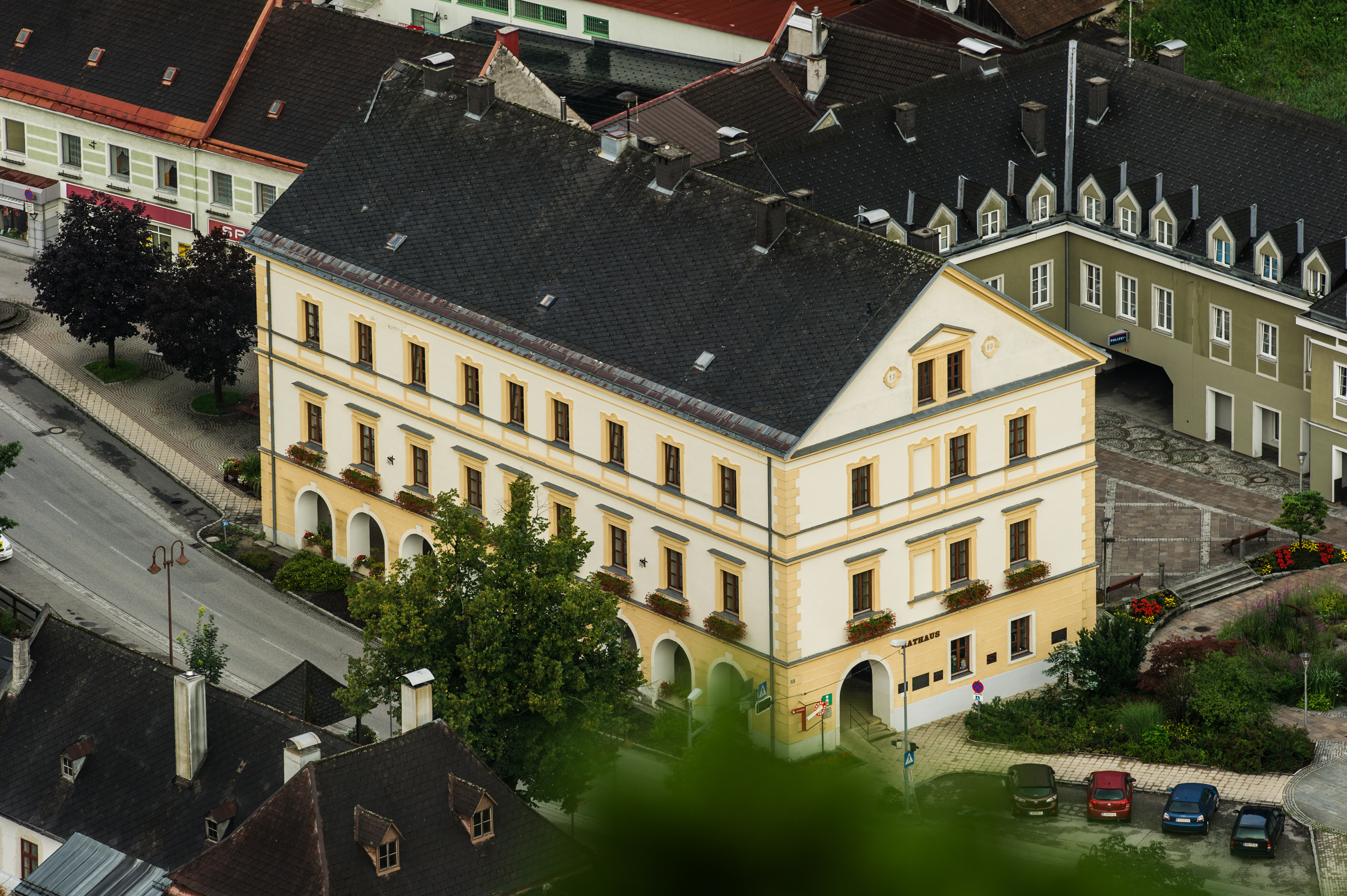
A városháza

Gaming a tartomány Mostviertel régiójában fekszik, az Eisenwurzen történelmi tájegységben, az Mitteraubach és a Gamingbach folyók találkozásánál, az Ybbstali-Alpokban.  244 km2-ével Zwettl után a második legnagyobb területű önkormányzat a tartományban. Területének 85,8%-a erdő, 8% áll mezőgazdasági művelés alatt. Az önkormányzat 10 települést és településrészt egyesít: Brettl-Gaming (110 lakos 2022-ben), Gaming (1942), Kienberg (431), Lackenhof (251), Langau (122), Nestelberg-Lackenhof (17), Neuhaus-Langau (5), Rothwald-Langau (0), Taschelbach-Langau (10) és Trübenbach-Gaming (9).
A környező önkormányzatok: délnyugatra Göstling an der Ybbs, nyugatra Lunz am See, északnyugatra Gresten és Gresten-Land, északra Reinsberg és Scheibbs, északkeletre Sankt Anton an der Jeßnitz, keletre Puchenstuben, délkeletre Mitterbach am Erlaufsee, délre Mariazell és Wildalpen (utóbbi kettő Stájerországban).

## Története
Az ókorban Gaming területe Noricum római provinciához tartozott. 
1332-ben II. Albert herceg egy korábbi fogadalmának megfelelően kartauzi kolostort alapított Gamingban. Itt élt többek között Nikolaus Kempf, a neve teológus és misztikus. A kolostort 1782-ben II. József császár bezáratta. Az épületet és a birtokot 1825-ben Festetics Antal vásárolta meg, majd több kézen keresztül 1915-ben a melki apátsághoz került. Tőlük 1983-ban vásárolta meg Walter Hildebrand építész, aki renoválta a volt kolostort. 

## Lakosság
A gamingi önkormányzat területén 2021 januárjában 2897 fő élt. A lakosságszám 1923-ban érte el a csúcspontját 4702 fővel, azóta többé-kevésbé folyamatos csökkenés tapasztalható. 2019-ben az ittlakók 93,1%-a volt osztrák állampolgár; a külföldiek közül 1,4% a régi (2004 előtti), 3,6% az új EU-tagállamokból érkezett. 0,7% az egykori Jugoszlávia (Szlovénia és Horvátország nélkül) vagy Törökország, 1,2% egyéb országok polgára volt. 2001-ben a lakosok 87,4%-a római katolikusnak, 3,9% evangélikusnak, 3,1% mohamedánnak, 4,1% pedig felekezeten kívülinek vallotta magát. Ugyanekkor 19 magyar élt a mezővárosban; a legnagyobb nemzetiségi csoportot a németek (87,8%) mellett a törökök alkották 2,3%-kal.  
A népesség változása:

| 2016 | 3 165 |
| 2018 | 3 121 |

## Látnivalók
- a volt kartauzi kolostor
- a Szt. Fülöp és Szt. Jakab-plébániatemplom
- a lackenhofi Szt. Leonhard-plébániatemplom
- a városháza
- az Ötscher-Tormäuer natúrpark
- az Ötscher cseppkőbarlang
- az Ybbsthalbahn nosztalgiavasút

## Testvértelepülések
- Groß-Siegharts (Ausztria)
- Bad Sassendorf (Németország)

## Fordítás
- Ez a szócikk részben vagy egészben  a   Gaming című német Wikipédia-szócikk ezen változatának fordításán alapul.  Az eredeti cikk szerkesztőit annak laptörténete sorolja fel. Ez a jelzés csupán a megfogalmazás eredetét és a szerzői jogokat jelzi, nem szolgál a cikkben szereplő információk forrásmegjelöléseként.